# 硬杆獐牙菜
硬杆獐牙菜（学名：Swertia wardii var. rigida）为龙胆科獐牙菜属下的一个变种。

## 扩展阅读
- 維基物種上的相關：硬杆獐牙菜